# Јајои период
Период културе Јајој (弥生時代, Yayoi jidai) према јапанским историчарима је прелазни период између каменог и металног доба, односно време у коме су истовремено постојала камена, бронзана и метална оруђа. Ова ера историје Јапана је традиционално датирана на 300. п. н. е. – 300. године. Од 1980-их научници тврде да период који је раније класификован као прелазак из Џомонског периода треба да буде рекласификован као рани Јојој. Датум почетка ове транзиције је контроверзан, са проценама у опсегу од 10. до 6. века п. н. е.
Развој металног доба, обично, почиње појавом бронзаних оруђа, после којих се јављају гвоздена оруђа. Јапан је међутим, под утицајем кинеске културе династије Хан, ушао у период гвозденог доба непосредно из каменог доба. Због тога су у почетном периоду металног доба у Јапану истовремено коришћена камена, бронзана и гвоздена оруђа.

## Периодизација
Јапански научници деле период Јајој културе на три фазе:
1. Рани Јајој (300 год. п. н. е. - 100 год. п. н. е.) - интензивирање земљорадње и почетак коришћења метала;[3]
2. Средњи Јајој (100 год. п. н. е. - 100 год. н.е.) - даљи развој коришћења метала, посебан развој културе бронзе у Северном Кјушу и Централном Јапану (Кинај), развој керамике и производње пиринча
3. Касни Јајој (100 год. н.е. - 300 или 250 год. н.е.) - јачање племенских савеза и дипломатски контакти са Кином, добијање златног печата од кинеског цара

Сам почетак периода Јајој често је веома тешко раздвојив од периода Џомон. Занимљиво је да су први типови керамике који се могу датовати као керамика Јајој типа, као и оруђа и начин сахрањивања веома мало разликује од наслеђа периода Џомон. Оно што је убрзало прихватање континенталних културних модела јесте све већа експанзија кинеских династија Хан и све већи број имиграната с почетка 3. века п. н. е.

## Опште карактеристике
Јајој период је традиционално датиран од 300. п. н. е. до 300. године. Током овог периода Јапан је прешао у перманентно насељено пољопривредно друштво.
Најранија археолошка евиденција постојања Јојој периода је нађена у северном Кјушу, мада је то још увек предмет дебате. Јојој култура се брзо раширила до главног острва Хоншу, мешајући се са аутохтоном Џомонском културом. Једна недавна студија у којој је кориштена убрзана масена спектрометрија за анализирање карбонизованих остака на керамичким и дрвеним колцима, сугерише да датирају из периода 900-800 године п. н. е., 500 година раније него што се раније веровало.
Име Јајој је позајмљено од локације у Токију, где је грнчарија овог периода први пут била нађена. Јојојска грчарија је била једноставно декорисана и произведена је користећи исте технике бојења као и оне кориштене на Џомонској грчарији. Јајојске занатлије су правиле бронзана церемонијална звона (дотаку), огледала, и оружја. До краја 1. века, Јојојски фармери су почели да користе гвоздена пољопрвредна оруђа и оружје.
У време када су се преци савремених Јапанаца, живећи изоловано на Јапанским острвима, налазили дужи период на културном нивоу каменог доба, на континенту је народ Хан већ ушао у метално доба. Династија Хан ширила је свој утицај на околне земље, укључујући Корејско полуострво и Јапанска острва.
Ране кинеске хронике у три наврата говоре о Јапану (Историја ране династије Хан) из I века п. н. е., у којој се, у географском прегледу, наводи да на острвима у океану, близу Ло-ланг живе људи народ Ва, који су подељени у више од 100 краљевства и да периодично (годишње) плаћају данак кинеском императору.
Постоји мишљење да су носиоци културе Јајои, била прекоморска племена из Јужне Кореје која су се доселила на Јапанска острва и покорила племена, носиоце културе Џомон. Досељеници, чији је ниво социјално-економског развоја био виши него код староседелаца и који су достигли савршеније производне односе у пољопривреди и занатству, донели су са собом бронзана и гвоздена оруђа, културу гајења пиринча, довели коње, краве.

## Друштвени односи
Са развитком земљорадње са наводњавањем, за обраду и иригацију земљишта био је потребан заједнички рад у знатно већем обиму него у данашње време. Људи су почели да се концентришу у насељима (земљорадничка заједница). Појавила се могућност сакупљања вишка намирница, издвојили су се људи који су располагали већим или мањим богатством, зависно од количине коришћења радне снаге. Они који су имали вече богатство потчињавали су оне који су имали мање, претварајући их понекад у своје робове. Тако се стварао систем односа класне експлоатације.
Записи у хроници Хан Шу да народ Ва има више од сто држава, дозвољава претпоставку да је већ тада у Јапану постојало више од „сто држава“ (вероватно племенских заједница или савеза). У кинеским летописима јапанска земљорадничка заједница (означава се идеограмом „држава“ - куни) се састојала од села (мура), а села од кућних заједница (шитаи, кјотаи), идентичних великој породици (задрузи), која је територијално представљала газдинство (ко), газдинство се састојало од 5-6 насеобина типа земуница (татеана).

## Племенски савез Јаматаи
Основу стварања државне организације Јапана представља савез племена. Наиме, у току међусобних, сталних ратовања племена долазило је до њиховог мешања и стварања савременог облика Јапанаца, продубљивало се распадање поретка првобитне заједнице, стварао се слој имућних чланова заједнице који су били на челу великих породичних групација (задруга), формирала се јапанска народност.
У току борбе племена формиран је племенски савез, које је, по подацима конеских летописа, на челу била жена Химико. Период владавине Химико био је приближно од 173. до 250. године н.е. Овај племенски савез Јаматај налазио се или на острву Кјушу или на острву Хоншу.